# Mihael III. Pijanec
Mihael III. (srednjeveško grško Μιχαήλ Γ, latinizirano: Mihaēl III) je bil cesar Bizantinskega cesarstva, ki je vladal od leta 842 do 867, * 19. januar 840, † 23/24. september 867.
Bil je tretji in zadnji cesar iz Amorijske dinastije, znane tudi ko Frigijska dinastija. Do njega sovražni zgodovinarji iz Makedonske dinastije, ki je sledila Amorijski,  so mu pripisali poniževalen vzdevek ὁ Μέθυσος – Pijanec. Sodobne raziskave so do neke mere rehabilitirale njegov ugled in pokazale njegovo pomembno vlogo pri oživljanju bizantinske moči v 9. stoletju.

## Življenjepis

### Otroštvo in regentstvo
Mihael je bil najmlajši otrok cesarja Teofila in cesarice Teodore. Oče ga je že leta 840 kronal za socesarja in čez dve leti umrl. Po njegovi smrti je 20. janurja 842 kot dve leti star otrok postal izključni bizantinski cesar.
Do njegove polnoletnosti so v cesarstvu vladali njegova mati Teodora kot regentka,  njen stric Sergej in minister Teoktist. Cesarica, ki je bila prepričana ikonodulka, je odstavila patriarha Ivana VII. in na njegovo mesto leta 843 imenovala Metodija I., s čimer se je končalo drugo obdobje ikonoklazma.
Med njegovim odraščanjem so se dvorjani okoli njega borili za njegovo naklonjenost. Najbolj vpliven je bil stric Bard, katerega je Mihael imenoval za kaisarja, čeprav je bil naslov takrat rezerviran izključno za cesarje, in mu dovolil umor ministra Teoktista novembra 855. Z Bardovo podporo in pomočjo še enega strica, uspešnega generala Petrona, je Mihael 15. marca 856 odstavil svojo mater in jo leta 857 skupaj s svojimi sestrami poslal v samostan.

### Vojne
Notranja stabilizacija države ni pomenila tudi stabilizacije na mejah. Bizantince so v Pamfiliji, na Kreti in na meji s Sirijo  porazili Abasidi, katere so leta 853 s 85 ladjami uspeli premagati. Veliko vojaških operacij je bilo tudi v Egejskem morju in pred sirijsko obalo. V njih so soelovala najmanj  tri ladjevja  s skupno tristo ladjami. Sledila sta pohoda proti pavličanom, katerega  je z vzhodne meje vodil Mihaelov stric Petron, in arabsko obmejno ozemlje leta 856. Bizantinska vlada je pavličane preselila v Trakijo, s čimer jih je odrezala od njihovih sovernikov in hkrati poselila obmejno ozemlje. Po pisanju Konstantina VII. je Mihael podjarmil tudi Slovane, ki so se naselili Peloponezu.
Leta 855–856 so se začeli konflikti z  Bolgari. Cesarstvo je želelo ponovno priti na  oblast v delu Trakije, vključno s Filipopolisom (Plovdiv) in pristanišči v Burgaškem zalivu na Črnem morju. Bizantinska vojska, kateri sta poveljevala cesar in kaisar Bard, je osvojila več mest, med njimi  Filipopolis, Develt, Anhial in Mesembrijo in pokrajino Zagore. V tem času so bili Bolgari oslabljeni zaradi vojne s Franki Ludvika Germana in Hrvati. 
Mihael III. je v letih 856-863 aktivno sodeloval v vojnah proti Abasidom in njihovim vazalom na vzhodni fronti, zlasti leta 857, ko je proti melitenskemu emirju Umarju Al Akti poslal vojsko 50.000 mož. Leta 859 je osebno oblegal Samosato, potem pa je moral obleganje prekiniti zaradi napada Kijevske Rusije na Konstantinopel.   General Petron je leta 863 v bitki pri Lalakaonu porazil in ubil melitenskega emirja in nato v prestolnici s triumfom proslavil svojo zmago.

### Bardova prevlada in pokristjanjenje Bolgarov
Bard je svojo nadmoč in uzurpacijo regentstva opravičil z različnimi notranjimi reformami. Mihael je pod njegovim in Fotijevim vplivom vodil obnovo porušenih mest in zgradb, ponovno odpiral zaprte samostane in reorganiziral cesarsko univerzo v palači Managaura, ki jo je vodil Leon Matematik. Fotij je bil Mihaelov in Bardov  sorodnik in  laik, ki je bil po odstavitvi težavnega  patriarha Ignacija leta 858 povišan v konstantinopelskega patriarha.  Njegova kariera je bila več kot bliskovita: 19. decembra 858 je bil še laik,  20. decembra je bil tonzuriran, v naslednjih štirih dneh je postal lektor, poddiakon, diakon in duhovnik, 25. decembra pa je bil imenovan za  konstantinopelskega patriarha. Njegovo imenovanje je v Cerkvi  povzročilo razkol. Odstavljeni patriarh Ignacij se je kljub temu, da je bil Fotij na sinodi v Konstantinoplu leta 861 potrjen za patriarha, pritožil papežu Nikolaju I., ki je Fotija leta 863 razglasil za nezakonitega patriarha. Mihael je leta 867 predsedoval sinodi, na kateri so Fotij in še trije patriarhi izobčili papeža Nikolaja I. in obsodili latinsko klavzulo filioque v zvezi s procesijo Svetega duha. Konflikt zaradi patriarhalnega prestola in vrhovne avtoritete v Cerkvi se je še zaostril zaradi uspešnega misijonarstva,  ki ga je začel Fotij.
Mihael je pod Fotijevim vodstvom botroval misiji svetega Cirila in Metoda k hazarskemu kanu in naporom za zaustavitev judovstva med Hazari. Njuna misija je spodletele, naslednja misija leta 863 pa je dosegla pokristjanjenje Velike Moravske. Njun izum  glagolice za pisanje v slovanskih jezikih je omogočil prestop v pravoslavje v domačem in ne v kakšnem tujem jeziku.
Mihael III. je zaradi strahu, da bo Boris I. Bolgarski pod frankovskim vplivom prestopil v zahodno krščanstvo, skupaj s kaisarjem Bardom napadel Bolgarijo. Carja Borisa sta skladno z mirovno pogodbo, ki so jo podpisali leta 864, prisilila h krstu po vzhodnem  obredu. Mihael je bil celo njegov krstni boter. Boris je ob krstu dobil še krščansko ime Mihael. Bizantinci so Bolgarom dovolili, da zasedejo sporno pokrajino Zagore. Pokristjanjenje  Bolgarov je po mnenju zgodovinarjev eden od večjih kulturnih in političnih dosežkov Bizantinskega cesarstva.

### Vzpon Bazilija Makedonskega in Mihaelov umor
Četudi je bil Mihaelov zakon z Evdokijo Dekapolitiso bil brez otrok, cesar  ni tvegal škandala s poroko s svojo priležnico Evdokijo Ingerino, hčerko varjaškega cesarskega gardista Ingerja. Težavo so rešili tako, da so Evdokijo Ingerino poročili z Mihaelovim izbrancem in komornikom Bazilijem Makedoncem. Mihael je tudi po poroki obdržal svojo zvezo z Evdokijo Ingerino, medtem ko je Bazilij za priležnico vzel Mihaelovo sestro Teklo, katero je Mihael odpoklical iz samostana. Bazilijev vpliv na Mihaela je stalno rasel. Aprila 866 ga je prepričal, da kaisar Bard načrtuje zaroto in dosegel njegovo soglasje, da Barda ubijejo. Po Bardovi  smrti je Mihael mnogo starejšega Bazilija posinovil in ga  26. maja 866 kronal za svojega socesarja. Ti skrbno načrtovani dogodki so bili morda priprava za morebitno nasledstvo Ingerininega  sina Leona, za katerega se je  na splošno verjelo, da je Mihaelov sin. Mihael je Leonovo rojstvo proslavil z velikimi javnimi dirkami bojnih voz, na katerih je tudi sam navdušeno sodeloval.
Če je bila zagotovitev Leonovega nasledstva resnično Mihaelov načrt, se je izjalovil. Ko je začel Mihael izkazovati naklonjenost dvorjanu Baziliskijanu in celo groziti, da ga bo imenoval za drugega socesarja, ga je Bazilij, nemočnega zaradi posledic popivanja, v njegovi spalnici septembra 867 ukazal umoriti. Morilec, po imenu Haldija,  je Mihaelu najprej odsekal obe roki in ga nato zabodel v srce. Istočasno so ubili tudi Baziliskijana. Bazilij je kot edini preostali vladar avtomatsko zasedel bizantinski prestol.
Mihaela so pokopali v samostanu Filipik v Hrizopolu na azijski obali Bosporja. Ko je Leon leta 886 postal cesar Leon VI., je takoj po prihodu na oblast z veliko slovesnostjo prenesel njegove posmrtne ostanke v cesarski mavzolej v cerkvi Svetih apostolov v Konstantinoplu.

## Zapuščina
Zaradi sovražnih zapisov bizantinskih avtorjev, ki so pisali pod Bazilijem I. in njegovimi nasledniki iz Makedonske dinastije, je Mihaelovo oebnost in vladavino težko ovrednotiti.  Zapisi ga prikazujejo kot stalno opitega vladarja,  obsedenega z dirkami bojnih voz in orkestriranim javnim zasmehovanjem cerkvenih procesij in obredov. Arabski viri dajejo vtis, da je bil aktiven in pogosto uspešen vojaški poveljnik.
Četudi je bil Mihael III. domnevno nagnjen k zapravljanju javnega denarja, se je državno gospodarstvo med njegovo vladavino stabiliziralo. Leta 850 so se državni dohodki povečali  na 3.300.000 nomizem.  Dokončna prekinitev ikonoklazma na začetku njegove vladavine je, v nasprotju s pričakovanji, privedla do renesanse slikarstva. Cesarstvo je doseglo precejšen napredek tudi v notranji organizaciji in verski slogi in se uspešno upiralo Abasidskemu kalifatu. Najpomembnejši dosežek je bila pretvorba Bolgarije v bizantinski satelit. Največ zaslug za to sta do leta 855 imela  cesarica Teodora  in Teoktist, kasneje pa Bard in Petron.

## Družina
Mihael III. z ženo Evdokijo Dekapolitiso ni imel otrok. S svojo priležnico Evdokijo Ingerino, poročeno z Bazilijem I., je  imel domnevno dva otroka:
- cesarja Leona VI. Modrega in
- konstantinopelskega patriarha Štefana I..